# 한국내륙말생산자협회
한국내륙말생산자협회는 우수한 말(경주마, 승용마, 기타말)생산 및 개량,증식으로 농가소득 증대와 축산업발전에 기여 목적으로 2001년 12월 3일 설립된 대한민국 농림수산식품부 소관의 사단법인이다. 사무실은 전라북도 장수군 장계면 명덕리 1에 있다.

## 주요 사업
- 말생산을 위한 교육 및 지도사업
- 말생산에 관한 간행물 및 협회지 발간
- 종마사양 및 종부지원사업
- 말생산에 필요한 물자의 구입 알선
- 말의 번식, 육성, 유통의 개선 및 진료, 장제에 관련된 사업